# Jean-Patrick Benes
Pour les articles homonymes, voir Benes.
Jean-Patrick Benes est un réalisateur et scénariste français.

## Filmographie
- 1997 : Quatre Garçons pleins d'avenir de Jean-Paul Lilienfeld (scénariste)
- 2005 : Patiente 69 de Jean-Patrick Benes et Allan Mauduit
- 2006 : Chair fraîche de Jean-Patrick Benes et Allan Mauduit
- 2008 : Les Dents de la nuit de Stephen Cafiero et Vincent Lobelle (scénariste)
- 2008 : Vilaine de Jean-Patrick Benes et Allan Mauduit
- 2012 : Kaboul Kitchen (série)   de  Allan Mauduit et Jean-Patrick Benes
- 2016 : Arès de Jean-Patrick Benes
- 2020 : Le Sens de la famille de Jean-Patrick Benes